# ローツェ (企業)
ローツェ株式会社（英: RORZE CORPORATION）は広島県福山市神辺町に本社を置く企業で、半導体関連装置、FPD関連装置、モータ制御機器、ライフサイエンス関連装置(自動細胞培養装置等)の開発、製造、販売を行っている。

## 概要
岡山県井原市出身の崎谷文雄が創業。

## 主な製品
搬送ロボット
ウエハあるいはガラス基板等を汚染することなく搬送するロボットである。半導体製造工程では真空環境を用いる処理があるため、大気用搬送ロボットと真空用搬送ロボットの2種類がある。
また、この搬送ロボットのカテゴリには、ウエハの整列やウエハに付されているロットナンバーの読み取りを行う「アライナ」や、ウエハを格納している容器（FOUPやFOSBと言う）の蓋を開閉する「ロードポート」なども含まれる。
EFEM
前面にロードポートを持ち、内部にウエハ搬送ロボットやアライナを搭載した装置で、プロセス装置の前面に設置される。ウエハを格納している容器（FOUPやFOSBと言う）とプロセス装置の間でウエハを搬送する装置である。
ウエハソータ
装置内にあるウエハ搬送ロボットがFOUPに保管された複数のウエハの中から1枚ずつ取り出し、ウエハに付されたロットナンバーを読み取り装置で光学的に読み取り、振り分けを行い、別のFOUPに収納するなど、FOUP間でウエハの移載を行う搬送装置である。
N2パージ対応ウエハストッカ
ウエハ保管庫の内部を窒素ガスで満たすことによって「無酸素・低湿度」の環境を作り出し、ウエハ表面への自然酸化膜の形成を抑制しながら工程間でウエハを保管する大型の装置である。数千枚規模の大量のウエハを一度に保管することができる。
ガラス基板搬送機
液晶テレビやパソコン、スマートフォンやタブレットなどの液晶ディスプレイに使用される、極薄で大型のガラス基板を製造工程中で搬送する装置である。このほか、液晶ディスプレイ用大型ガラス基板をレーザを使用して切断するガラスカッティングマシン（GCM）もある。
ライフサイエンス関連装置
創薬のための研究開発や、iPS細胞をはじめとする細胞培養に携わる研究者が手作業で行っている細胞培養処理を自動で行うことを実現するインキュベータ（細胞培養装置）や、ソフトウェアパッケージなどがある。
モータ制御機器
ロボットやウエハ搬送機およびガラス基板搬送機には多数のモータが組み込まれており、これらが適切に制御・駆動されることによってロボットや装置は機能する。モータ制御機器は、これらのモータを制御・駆動するための機器であり、ステッピングモータ、ステッピングモータドライバ、モーションコントローラなどがある。

## 沿革
- 1985年（昭和60年）
  - 3月 - 広島県福山市明神町152番地にローツェ株式会社（資本金10,000千円）を設立し、モータ制御機器の開発を開始。
  - 6月 - 本社及び本社工場を広島県深安郡（現福山市）神辺町字西中条1118番地の1に移転。
  - 9月 - ステッピングモータドライバの製造・販売を開始。
- 1986年（昭和61年）
  - 5月 - 超小型コントローラの製造・販売を開始。
  - 12月 - クリーンロボットの製造・販売を開始。
- 1989年（平成元年）11月 - 真空用クリーンロボットの製造・販売を開始。
- 1995年（平成7年）
  - 7月 - 液晶ガラス基板搬送ロボット・装置製造用工場を広島県深安郡（現福山市）神辺町道上に新築。
  - 9月 - 株式の額面金額を変更するため休眠会社であった日田砕石株式会社と合併。同時にローツェ株式会社に称号を変更。
  - 10月 - 液晶ガラス基板搬送ロボット・装置製造用工場を広島県深安郡（現福山市）神辺町道上に新築。
- 1996年（平成8年）
  - 3月 - 台湾の新竹科学工業園区に関連会社RORZE TECHNOLOGY, INC.を設立。
  - 4月 - 九州FAセンターを熊本県菊池郡大津町に開設。
  - 7月 - 神奈川FAセンターを神奈川県海老名市に開設。京都FAセンターを京都市伏見区に開設。
  - 9月 - 本社を広島県深安郡（現福山市）神辺町道上に移転統合し、旧本社の名称を中条工場に変更。
  - 10月 - ベトナムのハイフォン市に子会社RORZE ROBOTECH INC.を設立。
  - 11月 - 米国のカリフォルニア州ミルピタス市に子会社RORZE AUTOMATION, INC.を設立。
  - 4月 - 関連会社RORZE TECHNOLOGY, INC.を子会社化。
- 1997年（平成9年）
  - 9月 - 本社及び本社工場を増築し、中条工場を統合。
  - 11月 - 韓国の京畿道水原市に子会社RORZE SYSTEMS CORPORATIONを設立。
  - 12月 - 株式を日本証券業協会に店頭銘柄として登録。
- 2000年（平成12年）11月 - 熊本県菊池郡合志町（現熊本県合志市）に新工場が完成し、九州FAセンターを移転統合。
- 2002年（平成14年）
  - 6月
    - 地元企業2社と共に、ベトナムに板金、塗装、製缶、銘板、その他切削加工等を行う目的でVINA-BINGO CO., LTD.を設立し、関連会社となる。
    - 子会社RORZE AUTOMATION, INC.がISO9001品質規格を取得。

  - 11月 - 子会社RORZE ROBOTECH INC.がISO14001環境規格を取得。
- 2003年（平成15年）
  - 4月 - ISO9001品質規格を取得。
  - 6月 - シンガポールに子会社RORZE TECHNOLOGY SINGAPORE PTE. LTD.を設立。
- 2004年（平成16年）
  - 5月 - 中国蘇州に子会社RORZE TECHNOLOGY CONSULTANTS (SIP) CO., LTD.を設立。
  - 12月 - ジャスダック証券取引所に株式を上場。
- 2005年（平成17年）6月 - バイオ関連事業への事業展開をはかるため、アイエス・テクノロジー・ジャパン株式会社の株式を取得し、関連会社となる。
- 2006年（平成18年）6月 - ISO14001環境規格を取得。
- 2008年（平成20年）6月 - 中国上海市に子会社RORZE TECHNOLOGY TRADING CO., LTD.を設立。
- 2009年（平成21年）11月 - 米国Cimetrix Inc.のソフトウェア製品の販売及びサービスについて販売代理店契約を締結。
- 2013年（平成25年）2月 - 精密シャフトモータ等に使用する磁石の製造・販売を行うため、ベトナムのハイフォン市に子会社 JIKA JIKA CO., LTD.を設立。
- 2014年（平成26年）10月 - 中国浙江省に25％を出資し、磁石製品の研究開発、製造、加工及び機械設備の卸売等を行う関連会社NINGBO YUNYU MAGNETIC-TECH ELECTRICAL AND MECHANICAL CO., LTD.を設立。
- 2016年（平成28年）
  - 1月 - 東京証券取引所市場第二部へ市場変更。
  - 8月 - 東京証券取引所市場第一部銘柄に指定。
- 2017年（平成29年）
  - 1月 - アイエス･テクノロジー･ジャパン株式会社（本社：茨城県つくば市）の株式を取得し、完全子会社化することを発表。
  - 8月 - 子会社RORZE ROBOTECH INC. （ベトナム）で第4工場が完成。稼動を開始。
- 2018年（平成30年）
  - 4月
    - ローツェライフサイエンス株式会社と大阪大学が共同で「細胞培養工学共同研究講座」を開設。
    - 平成30年春の叙勲で、創業者 崎谷文雄が「旭日双光章」を受章。

  - 9月 - 中国の上海市にライフサイエンス関連装置等の開発・製造・販売を行う合弁会社 RORZE ReMed Lifescience Co.,Ltd.を設立
- 2019年（平成31年）
  - 4月 - ドイツのザクセン州ドレスデン市に子会社 RORZE ENGINEERING GmbH を設立
  - 4月 - キヤノンアネルバ株式会社より納期、品質、コストに貢献したサプライヤーとして RORZE ROBOTECH CO., LTD.がベストサプライヤー賞を受賞。
- 2019年（令和元年）
  - 8月 - RORZE ROBOTECH CO., LTD.のベトナム新工場(第5～第7)が完成。
- 2020年3月 - 中国子会社を乐孜芯創自動化設備(上海)有限公司 (英語表記: RORZE CREATECH CO.,LTD.)へ社名変更。
- 2020年（令和2年）4月 - 神奈川FAセンターを横浜市に移転、横浜事業所に名称変更。
- 2021年（令和3年）
  - 2月 - 京畿道龍仁市に韓国子会社 RORZE SYSTEMS CORPORATIONの新工場・オフィスが完成、移転完了。
  - 12月 - 中国上海市に RORZE CREATECH SEMICONDUCTOR EQUIPMENT CO., LTD. を設立。
- 2022年（令和4年）
  - 4月 - 東京証券取引所の市場第一部からプライム市場に移行。
  - 5月 - ローツェライフサイエンス株式会社がつくば市内で設備投資・移転。
  - 9月
    - RORZE ROBOTECH CO., LTD.のベトナム新工場(第8)が完成。
    - 中国上海市に RORZE CREATECH CO.,LTD.の新工場が完成。
- 2023年（令和5年）3月 - 分析装置の自動化を手がける株式会社イアスを完全子会社化。

## 事業所
- 本社 - 広島県福山市
- 九州工場 - 熊本県合志市
- 横浜事業所 - 神奈川県横浜市

## 主な関連会社
日本
- ローツェライフサイエンス株式会社 (茨城県つくば市) - バイオ・ゲノム関連装置の開発、製造および販売
- 株式会社イアス（東京都日野市）-ICP -MS 等の部品・周辺機器および金属分析前処理装置の製造・販売

米国
- RORZE AUTOMATION, INC.  （カリフォルニア州フリーモント市）- 米国市場における自動化システムの開発、製造、販売及びメンテナンス

シンガポール
- RORZE INTERNATIONAL PTE. LTD.（アンソンロード) - 米国、ベトナム、韓国子会社の統括
- RORZE TECHNOLOGY SINGAPORE PTE. LTD.(シンガポールUbiロード)   - シンガポール及びその周辺諸国市場における自動化システムのメンテナンス及び販売

ベトナム
- RORZE ROBOTECH CO., LTD.(ハイフォン市)  - モータ制御機器・半導体製造装置用ロボットの製造、ロボット用機械部品加工及び輸出
- RORZE SYSTEMS VINA CO., LTD. - 韓国子会社RORZE SYSTEMS CORPORATION が、ベトナムにおけるサービス･メンテナンスの強化を目的として設立

台湾
- RORZE TECHNOLOGY, INC.(新竹市)  - 台湾市場における自動化システムの開発、製造、販売及びメンテナンス

韓国
- RORZE SYSTEMS CORPORATION(京畿道龍仁市)  - 韓国市場における自動化システムの開発、製造、販売及びメンテナンス

中国
- RORZE CREATECH CO.,LTD.(上海市)   - 中国市場における自動化システムの設計、製造、販売及びメンテナンス
- RORZE CREATECH SEMICONDUCTOR EQUIPMENT CO., LTD.（中国）- 中国市場における半導体・ライフサイエンス関連装置等の製造

ドイツ
- RORZE ENGINEERING GmbH(ドレスデン市)　- 欧州市場における自動化システムの販売及びメンテナンス

## 社名の由来
世界最高峰エベレスト（8,844 m）の近くに位置しているローツェという山の名前から来ている。アルファベットのスペルは異なる（山はLhotse）。

### 公式情報
1. ↑  ローツェ株式会社 経営理念 社名の由来